# May Leiba

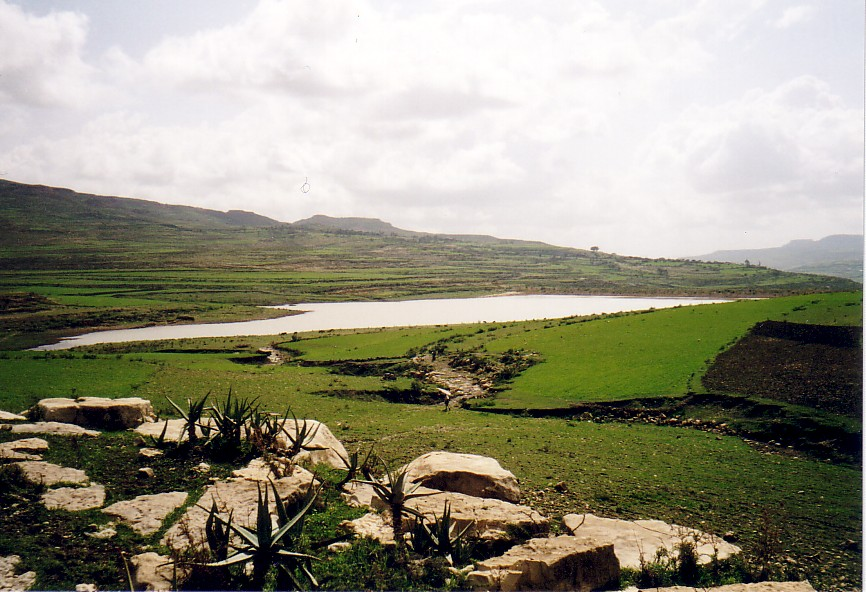
May Leiba

May Leiba é um reservatório localizado no Dogu'a Tembien woreda da região de Tigray, na Etiópia. A barragem de terra que sustenta o reservatório foi construída em 1998 pela Sociedade de Socorro de Tigray.

## Reservatório de captação

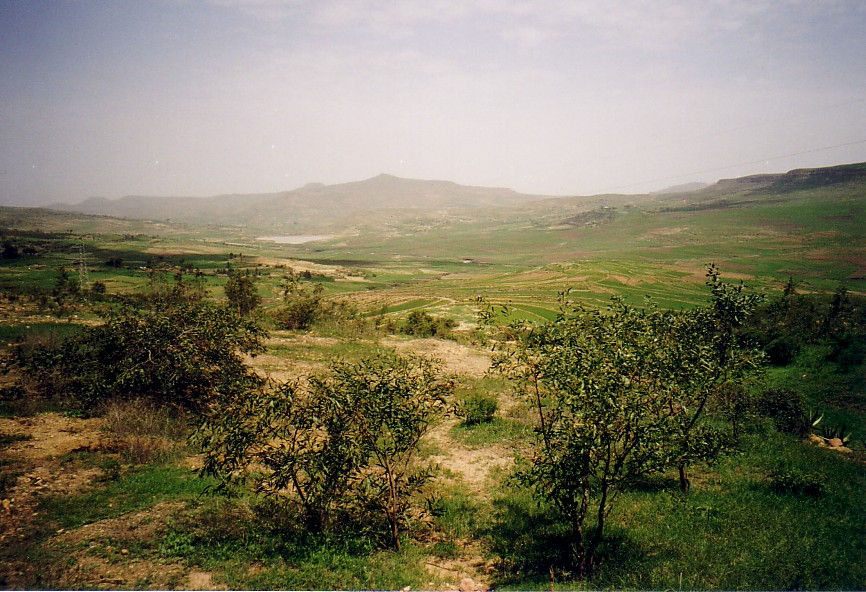
48. May Leiba (catchment 2)

A bacia hidrográfica do reservatório de May Leiba possui 17,87 km² de extensão, um perímetro de 17,61 km e um comprimento de 4540 metros.

## Meio Ambiente
O reservatório sofre um rápido assoreamento. Tentativas foram feitas para reutilizar o sedimento do reservatório para a produção agrícola. Embora isso dobrasse a produção de alho, provou também ser um empreendimento caro transportar o sedimento do fundo do lago seco para terras áridas próximas.